# Хановер (Илиноис)
Хановер (енгл. Hanover) град је у америчкој савезној држави Илиноис.

## Демографија
По попису из 2010. године број становника је 844, што је 8 (1,0%) становника више него 2000. године.
| Група             | 2000.       | 2010.       |
| Белци             | 806 (96,4%) | 798 (94,5%) |
| Афроамериканци    | 2 (0,2%)    | 12 (1,4%)   |
| Азијати           | 1 (0,1%)    | 2 (0,2%)    |
| Хиспаноамериканци | 10 (1,2%)   | 22 (2,6%)   |
| Укупно            | 836         | 844         |